# Bundesgymnasium und Bundesoberstufenrealgymnasium St. Johann in Tirol
Das Bundesgymnasium und Bundesoberstufenrealgymnasium (BG/BORG) St. Johann in Tirol ist eine von 25 Allgemeinbildenden Höheren Schulen in Tirol und die einzige im Bezirk Kitzbühel.

## Geschichte

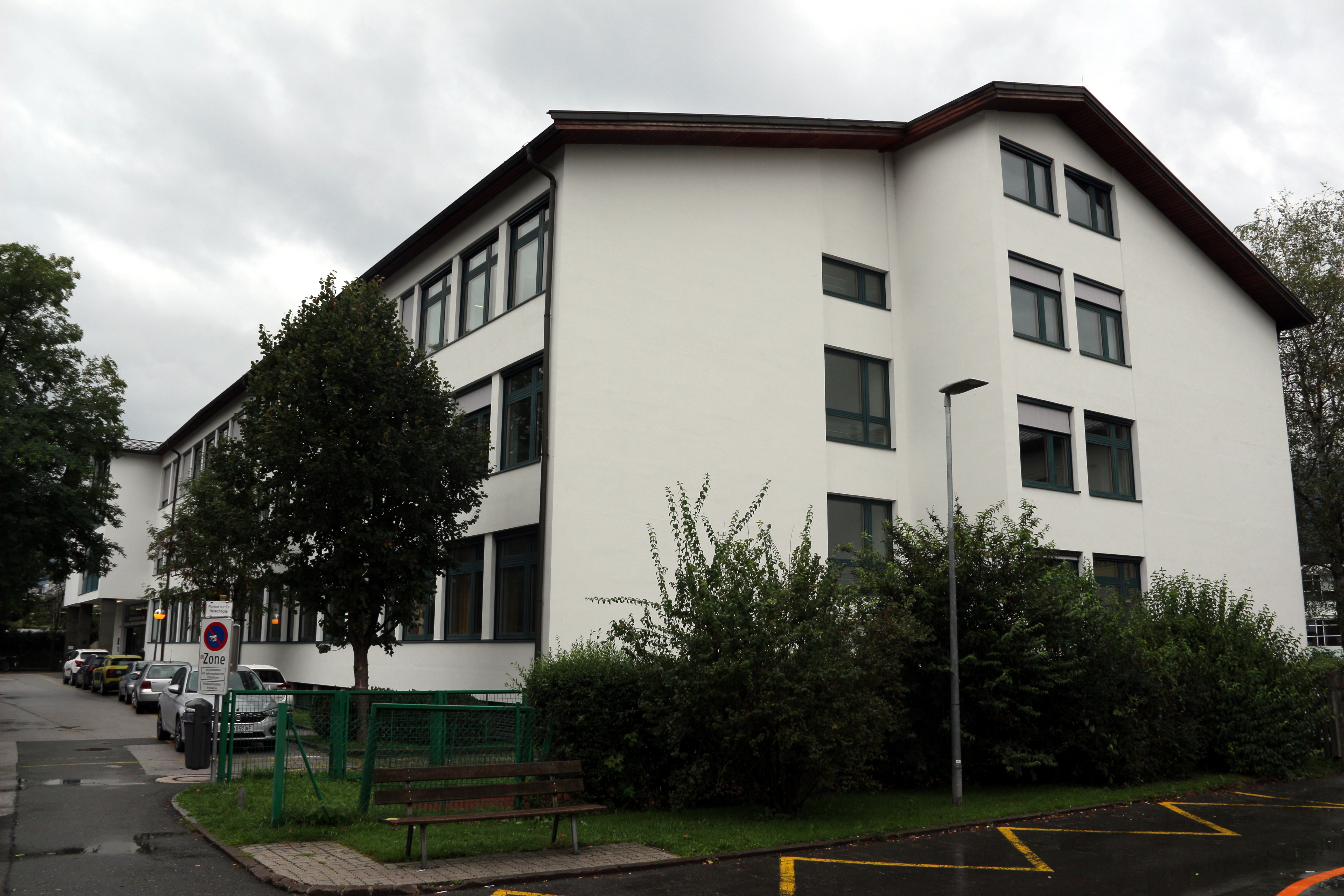
Seitenansicht des Schulgebäudes

Im Schuljahr 1945/1946 begann Walter Weihs den Unterricht mit vier Schülern. Anfangs mussten Prüfungen extern in Innsbruck bzw. Salzburg abgelegt werden. Im Schuljahr 1952/1953 erreichte man, dass eine Prüfungskommission an die Schule kommt. In diesem Jahr wurden bereits 60 Schüler von 5 Lehrkräften in 2 Klassenräumen unterrichtet. Die offizielle Verleihung des Öffentlichkeitsrechts zur Privatschule Weihs erfolgte im Jahr 1956. Im Jahr 1964 konnte das heutige Schulgebäude errichtet und das Privatrealgymnasium Weihs in Privatgymnasium Weihs umbenannt werden. Nachdem die Schule im Schuljahr 1965/1966 laut Erlass des Bundesministeriums für Unterricht in eine Expositur des Bundesgymnasiums und Bundesrealgymnasiums Innsbruck umgewandelt und Walter Weihs zum pädagogischen Leiter ernannt worden war, erfolgte 1966 der Erhalt der Selbständigkeit des Bundesgymnasiums St. Johann in Tirol. Im Schuljahr 1989/1990 wurde die Schulform des Bundesoberstufenrealgymnasiums eingeführt und eine bauliche Schulerweiterung fertiggestellt. Im Jahr 2009 führte die Bundesimmobiliengesellschaft einen Architektenwettbewerb zu einem neuerlichen Erweiterungsbau durch. Bis ins Schuljahr 2014/15 erfolgte der Um- und Erweiterungsbau bei laufendem Unterricht und Ende Mai 2015 konnte dieser feierlich eröffnet werden.

## Bildungsangebot
Nach der vierten Klasse Unterstufe (= 8. Schulstufe) besteht am BG/BORG St. Johann in Tirol die Wahlmöglichkeit zwischen einem neusprachlichen Zweig (UNI), einem naturwissenschaftlichen Zweig (SCIENCE), sowie einem musischen Zweig (MUSIK).

### Bundesgymnasium (BG)
Die Oberstufenform des Bundesgymnasiums ist auf Sprachen spezialisiert. Neben Englisch, Latein und Französisch werden auch noch Spanisch, Italienisch, Russisch und andere Wahlpflichtfächer angeboten. Der Sprachenzweig kann nur von Absolventen der Unterstufe eines Gymnasiums besucht werden.

### Bundesoberstufenrealgymnasium (BORG)
Die Oberstufenform des Bundesoberstufenrealgymnasiums wird wiederum in einen Naturwissenschaftszweig und einen Musikzweig unterteilt. Das Bundesoberstufenrealgymnasium kann von Absolventen der Unterstufe eines Gymnasiums oder auch einer Mittelschule besucht werden.